# La Disparition (téléfilm, 2012)
Pour les articles homonymes, voir Disparition (homonymie).
Pour plus de détails, voir Fiche technique et Distribution.
La Disparition est un téléfilm français réalisé par Jean-Xavier de Lestrade, diffusé le 3 octobre 2012 sur France 2. Il est très largement inspiré de l'Affaire Suzanne Viguier.

## Synopsis
Betty disparaît. Son mari ne semble pas inquiet,  Son amant, Franck, est persuadé que son mari, Bruno, l'a tuée. 

## Technique
- Réalisation : Jean-Xavier de Lestrade
- Scénario : Jean-Xavier de Lestrade, Antoine Lacomblez inspiré de l'affaire Suzanne Viguier
- Directeur de Production : Mat Troi Day
- Musique originale: Hélène Blazy
- Image: Isabelle Razavet
- Montage: Sophie Brunet
- Son: Cyril Moisson
- Production : Jean-Xavier de Lestrade, Maha Productions

## Distribution
- Thierry Godard : Bruno Gaillon
- Géraldine Pailhas : Betty Gaillon
- Yannick Choirat : Franck Letellier
- Alix Poisson : Nathalie Beaumont
- Laura Genovino : Marion
- Michaël Abiteboul : Renan Lavil
- Michèle Goddet : Viviane
- Firmin Mugica : Léo
- Stéphane Jobert : Le juge Villeneuve
- Mathieu Busson : Alain Didier
- Peggy Martineau : Emilie
- Cédric Le Stunff : Le caissier du club
- Thierry Robard : Le barman du club

## Autour du film
Le film a été tourné dans le département d'Indre-et-Loire à Tours et Montlouis-sur-Loire

## Distinctions

### Récompenses
- Fipa d'or du meilleur scénario au Festival international des programmes audiovisuels
- 2013 : Festival Polar de Cognac : Polar du meilleur film unitaire francophone de télévision